# Solidaridad (Quintana Roo)
Solidaridad é um município do estado do Quintana Roo, no México. A população do município calculada no censo 2005 era de 135.512 habitantes.